# كينيث بروفي
كينيث بروفي (1 سبتمبر 1934 إلى 20 يناير 2019) كان مديرًا أمريكيًا لمركز الكتابة وأستاذًا فخريًا في قسم اللغة الإنجليزية في كلية بروكلين.